# あたりまえ
「あたりまえ」は、日本のダンスロックバンド・DISH//の4作目の配信限定シングル。Sony Recordsから2021年1月15日に配信リリースされた。

## 概要
- 前作『僕らが強く。』から約5ヶ月振りのリリース。
- 表題曲「あたりまえ」は自身の楽曲「猫」を原案とするテレビ東京ドラマ25『猫』の劇中歌[2]であり、ボーカルの北村匠海が作詞・作曲を手掛けた[3]。
- 2020年12月19日、本作のリリースに先駆け、同曲を北村のボーカルと矢部昌暉のアコースティック・ギターのみで演奏しているアコースティック・バージョンがYouTubeにて公開された[2]。
- 2021年2月6日、全編アニメーションで構成されている本曲のリリックビデオが公開された[4]。同映像のディレクションと制作は、YOASOBIの「夜に駆ける」のミュージックビデオなども手がけた藍にいながしており、映像内に登場するリリックは全て北村の手書きの文字が使用されている[4]。

## 収録曲
1. あたりまえ
作詞・作曲：北村匠海
編曲：DISH//、宗本康兵
  - テレビ東京ドラマ25『猫』劇中歌
  - 本曲は、ボーカルの北村匠海が同ドラマの台本を読み、ゼロから書き下ろされた[5]。そのため、北村は「ドラマ内で主人公が初めて作った曲として歌う曲なのだから、きっと難しいギターコードは使わないだろう」とコード進行にも拘って制作された[6]。
  - レコーディングではキーボードの橘柊生が初めてグランドピアノを演奏している[7]。